# 周桓王
周桓王（？—前697年3月19日），姓姬，名林，東周第二代君主，諡桓。他是周平王之孫，因周平王駕崩時，太子洩父早死，其作為洩父之子得以繼承天子之位。

## 即位
周平王五十一年（前720年）周桓王即位後，計劃削弱卿權以加強王權。加上周朝領地與鄭國領地鄰接，鄭國多次越界取禾，故周桓王罷免了鄭莊公卿士之職。鄭莊公不滿，便不再朝見天子。周王室始與鄭國交惡。
周桓王二年（前718年）春天，晉國曲沃封君曲沃莊伯賄賂周桓王，聯合鄭國、邢國攻打晉國都城翼城，晉鄂侯戰敗，逃奔隨邑。同年夏天，晉鄂侯去世，曲沃莊伯於是再度攻打晉國。由於當時曲沃莊伯背叛周桓王，同年秋天，周桓王便反過來支持晉國，並派遣虢公忌父率領軍隊討伐曲沃莊伯，曲沃莊伯兵敗，只得逃回曲沃防守。周桓王立晉鄂侯之子晉哀侯為君。
周桓王十二年（前708年），周桓王聯合秦國出兵包圍芮國，俘虜芮國國君芮伯萬。
周桓王十三年（前707年），周桓王率蔡、衛、陳聯軍攻鄭，大敗於繻葛。周桓王本人更於此役中為鄭將祝聃發箭射傷。此後周桓王雖然仍能影響虢國，但已無力阻止周王室轉衰之勢，也無力阻止諸侯間的互相攻伐。
周桓王十八年（前703年），虢公林父向周桓王進讒言誣陷大夫詹父。周桓王認為詹父有理，詹父於是帶領周天子的軍隊進攻虢國。同年夏天，虢公林父逃亡到虞國。
周桓王二十三年三月十三日（前697年3月19日），周桓王因病駕崩，兒子王子佗繼位，是為周莊王。

## 子女
- 周莊王，周桓王之子，繼天子位。
- 王子克，周桓王之子，周莊王之弟。周莊王三年（前694年），周公黑肩欲殺周莊王，立王子克為王，事情泄露，周公黑肩被周莊王與辛伯所殺，王子克逃亡至南燕國（今河南延津）。

## 著名諸侯
- 鄭伯寤生
- 虢公忌父
- 虢公林父
- 周公黑肩

## 影視作品
- 《东周列国春秋篇》由張永強飾演。